# Rituparna Sengupta

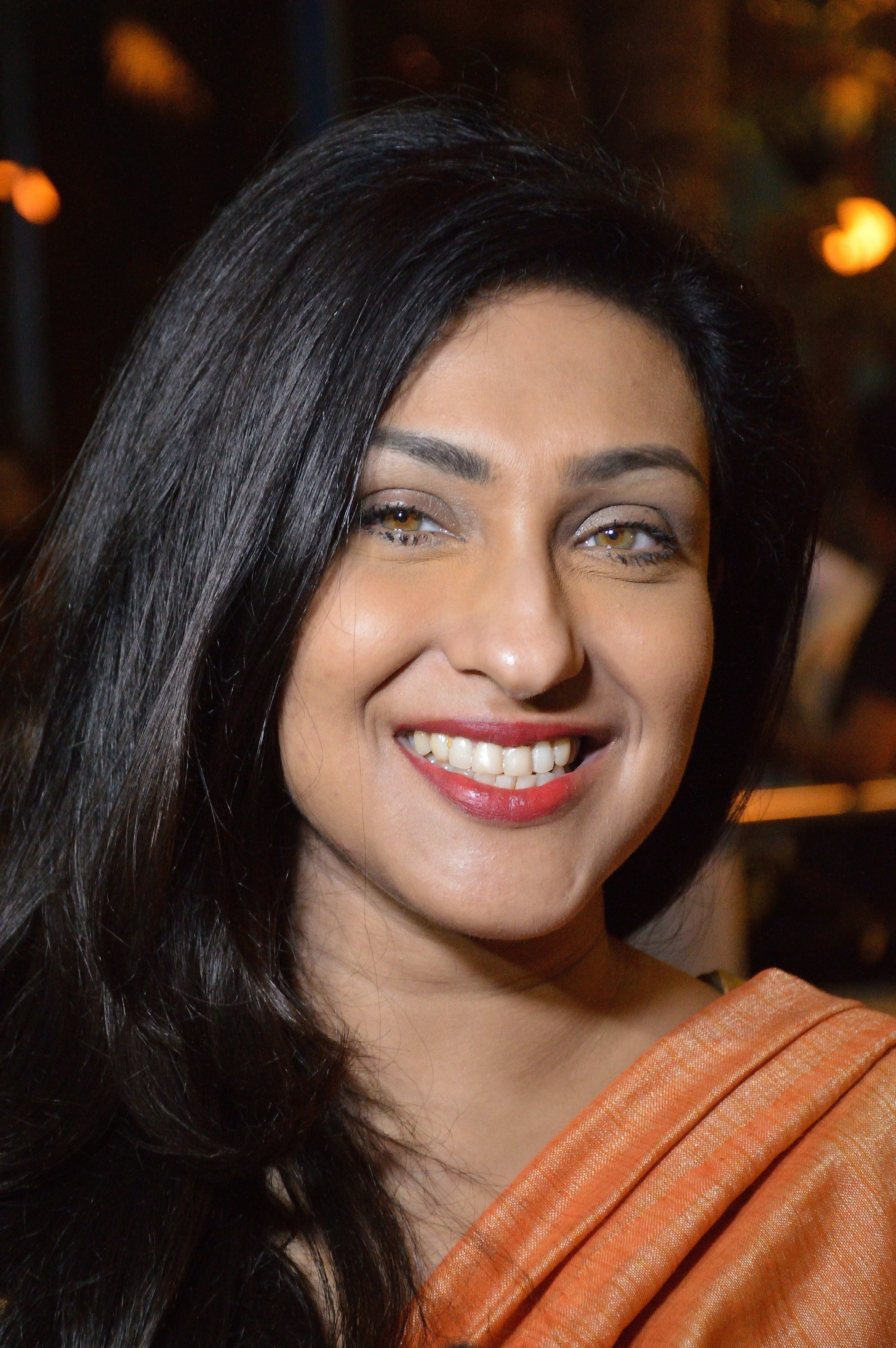
Rituparna Sengupta

Rituparna Sengupta (bengalisch ঋতুপর্ণা সেনগুপ্ত; geb. 7. November 1970) ist eine indische Schauspielerin und Produzentin, die für ihre Arbeit im bengalischen, Odia- und Hindi-Kino bekannt ist.

## Leben und Karriere
Sie interessierte sich schon in jungen Jahren für Kunst und lernte Malen, Tanzen, Singen und Kunsthandwerk an einer Malschule namens Chitrangshu. Sie besuchte die Carmel High School und schloss später ihr Geschichtsstudium am Lady Brabourne College ab. Sie begann ein M.A.-Studium der Neueren Geschichte an der Calcutta Universität, musste das Studium jedoch unterbrechen, um sich auf ihre Karriere als Schauspielerin zu konzentrieren.
Sengupta gab ihr Filmdebüt 1989 in der bengalischen Fantasy-Fernsehserie Shwet Kapot, die von Letzterem inszeniert und auf DD Bangla ausgestrahlt wurde. Ihr Kinodebüt gab sie 1991 neben Bijay Mohanty in dem Odia-Film Kotia Manish Gotiye Jaga unter der Regie von Vijay Bhaskar. Im Laufe ihrer Karriere wirkte sie in zahlreichen mit Nationalpreisen ausgezeichneten bengalischen Filmen mit, darunter Shwet Patharer Thala, Lathi, Dahan, Paromitar Ek Din, Mondo Meyer Upakhyan und Anuranan.  Ihr Bollywood-Debüt gab sie 1994 mit Teesra Kaun von Partho Ghosh. Sie ist eine der erfolgreichsten Schauspielerinnen des bengalischen Kinos und erlebte ihren Höhepunkt an den Kinokassen in den späten 1990er Jahren. Außerdem hat sie einen National Award, zwei Filmfare Awards, vier BFJA Awards und vier Anandalok Awards gewonnen.

## Filmografie (Auswahl)
- 1991: Kotia Manish Gotiye Jaga
- 1995: Bhagya Debata
- 1996: Lathi
- 1998: Sundari
- 2000: Utsab
- 2005: Mayer Raja
- 2006: Tabasya
- 2009: Risk
- 2011: Handcuff
- 2012: 3 Kanya
- 2016: Aro Ekber
- 2020: Adarer Bou
- 2023: Datta

## Auszeichnungen

### Gewonnen
- 1993: Kalakar Award in der Kategorie „Beste Nebendarstellerin“[13]
- 2022: Banga Bhushan[14]